# Мавзолей Нізамі Гянджеві
Мавзолей Нізамі Гянджеві (азерб. Nizami məqbərəsi, перс. آرامگاه نظامی گنجوی) — мавзолей, споруджений на могилі поета Нізамі в 1947 році і перебудований у 1991-му. Розташований при під'їзді з північно-східної сторони до міста Гянджа, де Нізамі прожив усе своє життя і помер. Він був побудований замість зношеного кам'яного мавзолею, побудованого в 40-х роках XX століття, який своєю чергою був побудований на місці зруйнованого стародавнього мавзолею. Як зазначає академік Бартольд, перша згадка про мавзолей Нізамі припадає на 1606 рік, який був зовнішній вигляд мавзолею і ким він був збудований, невідомо.

## Історія мавзолею

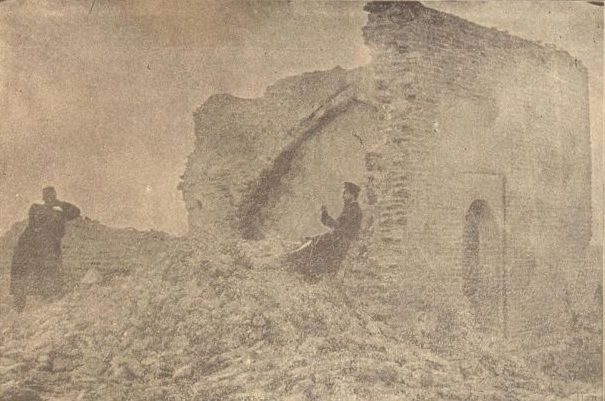
Руїни мавзолею Нізамі Гянджеві на території Старої Ганджі. 1925 рік

Гробниця Нізамі була місцем паломництва протягом багатьох століть. Перша згадка гробниці в історичних хроніках зробив Іскандер Бек Мунши, хроніст при сефевідському дворі, який повідомляв, що наприкінці лютого 1606 року Шах Аббас I прибув до Гянджа і отаборився біля мавзолею шейха Нізамі, де 24 березня відзначив свято Новруз.
Під час російсько-перської війни в 1826 році вирішальна битва між росіянами і перськими військами відбулася біля мавзолею Нізамі. Російські війська під командуванням генерала Івана Паскевича розгромили перську армію і змусили її відступити. Посол Росії в Персії Олександр Грибоєдов згадував у своєму щоденнику розмову з письменником та істориком Аббас Кулі ага Бакіхановим, який був на той час співробітником російської дипломатичної місії, в якому останній розповів Грибоєдова, що Єлисаветпольська битва відбулася поблизу мавзолею Нізамі.

До середини XIX століття стародавній мавзолей зруйнувався, але був відбудований заново Мірзою Адигезаль-беком Карабаським. У передмові до історичної праці Мірза Адигезал-бека «Карабах наме», виданому в 1950 році, В. Левіатов пише:
Широта кругозору про глибоку повагу до видатних представників культури минулого спонукали Мірзу-Адігезаль-бека узятися до спорудження над могилою великого Нізамі нового мавзолею, замість старого, вже зовсім зруйнованого. Про це А. Бакіханов писав: ,,Зруйнована чудова гробниця його (Нізамі — В. Л.), поблизу міста Ганджі, понині існує. Мірза-Адігезаль Карабаський… нині відновлює її" (А. Бакіханов, «Гюлістан. Ірам», стор 165, Баку, 1926 р.).

З останніх слів А. Бакіханова видно, що відновлення мавзолею відбувалося в той час, коли він ще писав «Гюлястан-Ірам», тобто на початку сорокових років XIX ст. Це час збігається з семисотрічною річницею народження великого поета. Мавзолей, споруджений Мірзою Адигезаль-беком, до початку нинішнього століття зруйнувався, але його залишки точно відзначали місце, де знаходився старий мавзолей і місце поховання Нізамі.

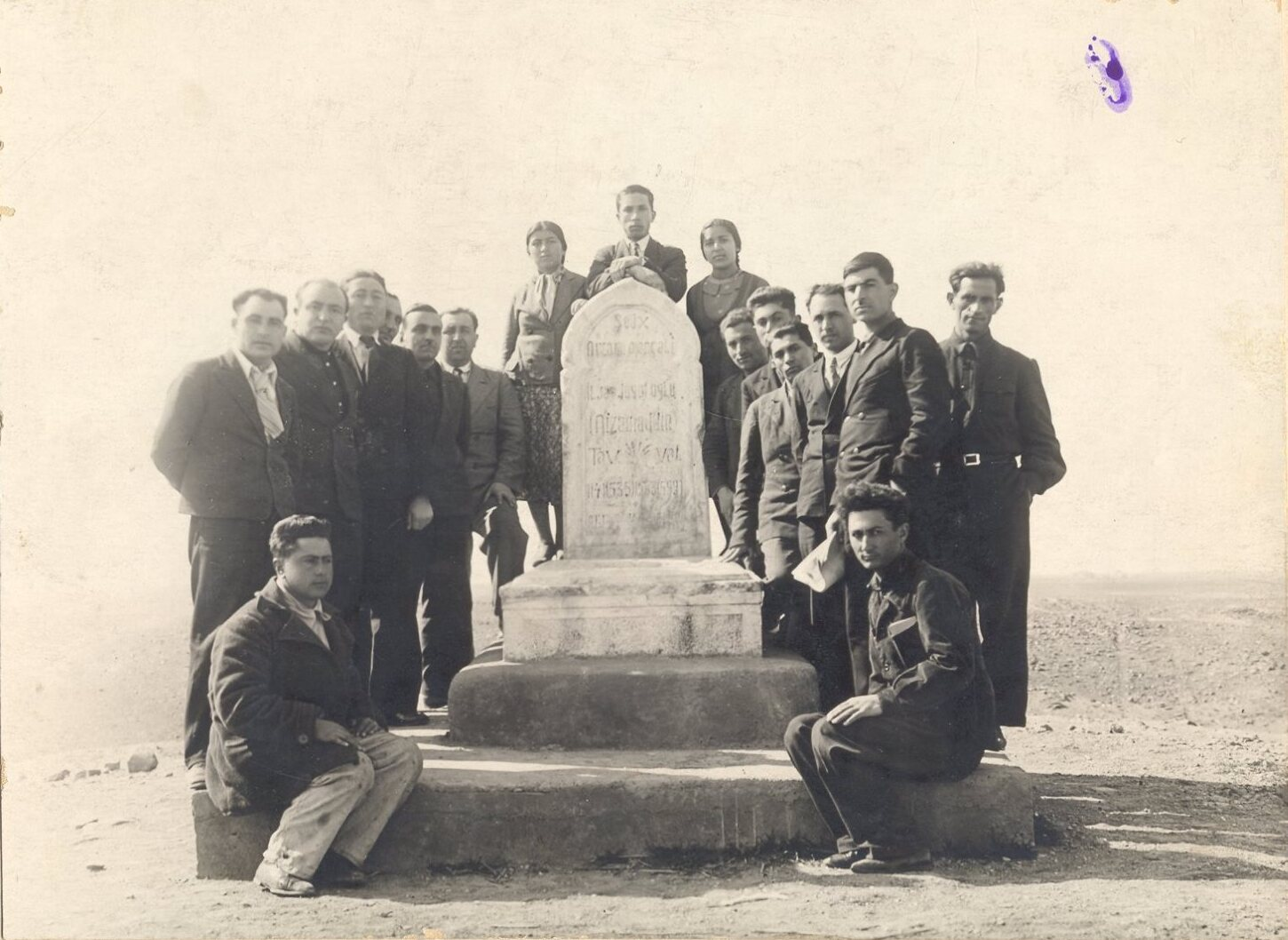
Вчителі та студенти Гянджінсткого педагогічного інституту біля могили Нізамі Гянджеві. 1940 рік

Однак через кілька десятиліть мавзолей знову прийшов до занепаду. 1873 року правитель Персії Насер ад-Дін Шах Каджар по дорозі додому зі своєї першої поїздки до Європи проїхав повз могили Нізамі. Він згадав у своєму щоденнику гробницю шейха Нізамі біля дороги приблизно в пів-лізі від Гянджі, і описав її як «досить жалюгідна цегляна будівля».
Мавзолей на могилі Нізамі зображений на малюнку 1903—1905 рр., що зберігся в Тбілісі. Малюнок був виконаний з натури Усейн-Ханом Риза-заде. Зовні мавзолей мав вигляд куба з куполом і стрільчастим вузьким дверним отвором у північній стіні.
У 1922 році могила Нізамі Гянджеві була розкрита, останки поета були перекладені в нову труну і перенесені до Гянджі. Проте потім, за розпорядженням з Баку, вони були поховані на старому місці.
Могила Нізамі була обстежена в 1925 році. Дж. Олександровичем, який прийшов до висновку, що існуючий на той час мавзолей — пізнього походження, а від первісного пам'ятника не залишилося й сліду. Метою цієї експедиції Азербайджанського археологічного комітету було відновлення колишнього або спорудження нового мавзолею. До цього часу над могилою поета височів лише залишок північної стіни, сама ж могила виділялася біля південної стінки у вигляді горбка.
До 1932 р. від цього пізнього мавзолею залишився тільки фундамент і кілька рядів цегляної кладки стін. 1940 року, у зв'язку з запланованим будівництвом нового пам'ятника на місці мавзолею були проведені розкопки, в результаті яких було встановлено, що збереглися надземні фрагменти стін були реставрацією пізнішого часу, тоді як виявлені глибоко під землею фундамент і кам'яна кладка були залишками початкового мавзолею XIII століття.
У 1947 році був побудований новий мавзолей, з вапнякового каменю. Однак викиди з розташованого поруч алюмінієвого заводу призвели до його повного обветшанию до кінця 1980-х. 1991 року був побудований новий комплекс, що включає крім самого мавзолею парк і скульптурну групу, яка ілюструє твори поета. Автором архітектурного проєкту був Фарман Імамкулієв, а скульптором Горхмаз Суджаддінов. Архітектура нового комплексу повторює архітектуру побудованого в 1947 році мавзолею (архітектори А. Саркісов, В. Вахутін). Нова будівля мавзолею було побудовано з цільних гранітних блоків, доставлених з України.

### Сучасний період
Сучасний мавзолей являє собою монументальну споруду заввишки близько 20 метрів, циліндричної форми, виконаної з червоного граніту і обтесану на кшталт напівкруглих граней. Внизу знаходиться вхід до мавзолею, який здається невеликим порівняно з величчю всієї споруди. Ім'я Нізамі золотом викарбовано над входом. Поруч з мавзолеєм знаходиться бронзовий монумент, який ілюструє епічні поеми Нізамі. Навколо мавзолею розташований парк.

У 2019 році за розпорядженням президента Азербайджану діяльність комплексу «Мавзолей Нізамі Гянджеві» була передана до складу Гянджінського державного історико-культурного заповідника.

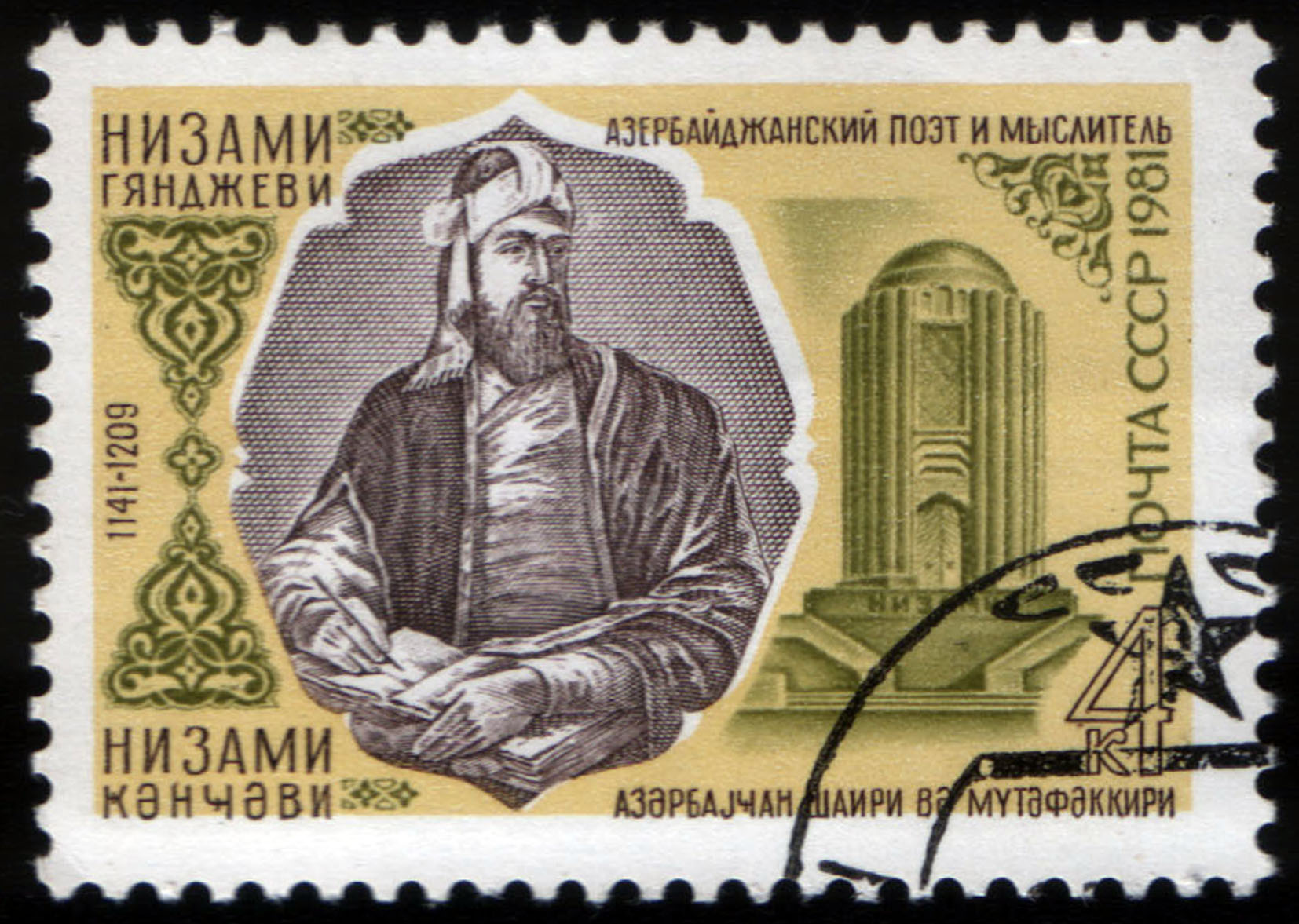
Поштова марка СРСР, присвячена Нізамі Гянджеві. 1981 року
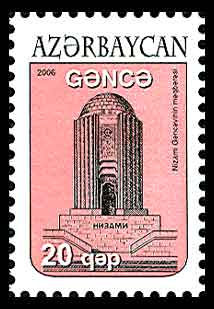
Мавзолей на поштовій марці Азербайджану 2006 року
Макет мавзолею в Культурному центрі Гейдара Алієва. 2013 рокуМакет мавзолею в Культурному центрі Гейдара Алієва. 2013 року